# Peggy Knudsen
Margaret Ann "Peggy" Knudsen (22 de abril de 1923-11 de julio de 1980) fue una actriz de carácter estadounidense.

## Carrera
Knudsen hizo su debut en Broadway en la obra My Sister Eileen (1940). Reemplazó a Jo Ann Sayers, quien había inspirado el papel que era de una chica que no podía decidir si ser actriz o casarse. Al encontrarse en esa situación en la vida real, Sayers se casó con un oficial naval. El productor del programa vio a Knudsen trabajando en la cantina de la puerta de un escenario y la eligió para que asumiera el papel.
Comenzó su carrera cinematográfica en 1946 en A Stolen Life junto a Bette Davis. Ese mismo año, ella apareció en pequeños papeles en varias películas, incluyendo The Big Sleep y Humoresque con Joan Crawford.
En 1948, se aventuró en un género cinematográfico diferente, haciendo comedia en lugar de drama y dejando a Warner Bros. para trabajar por cuenta propia. También tomó lecciones de canto de Kay Thompson. A pesar de aparecer en largometrajes de gran presupuesto con estrellas establecidas, la carrera de Knudsen nunca despegó y fue relegada a papeles menores en películas de serie B. Su último papel en el cine fue en la película de 1957 Estambul con Errol Flynn.
Interpretó a Lois Graves en la versión radiofónica de Junior Miss, Karen Adams en Woman in White y Phillipa en The Bill Goodwin Show.
Interpretó a April Adams en la comedia So This Is Hollywood de NBC (1955). También tuvo papeles en pilotos de dos programas: Do Not Disturb y Howie, que no se convirtieron en series.
En las décadas de 1950 y 1960, Knudsen apareció como estrella invitada en varios programas de televisión. Hizo dos apariciones especiales en Perry Mason en 1958-1959; uno como Sheila Bowers en The Case of the Gilded Lily y Marie Chapman en The Case of the Spurious Sister. Otras apariciones en televisión incluyeron Alfred Hitchcock Presents, The Millionaire, Tombstone Territory, The Life and Legend of Wyatt Earp (como 'Kansas Lily'), Pete and Gladys y tres veces en Bat Masterson (como "Louisa Carey" en 1959, como "Katie " en 1960 y como "Lottie Tremaine" en 1961). Después de aparecer en un episodio de The Adventures of Ozzie & Harriet en 1965, Knudsen se retiró de la actuación.

## Vida privada
Nació como Margaret Ann Knudsen en Duluth, Minnesota. Su padre era Conrad Knudsen, jefe de bomberos de Duluth. Sus antepasados eran irlandeses y noruegos.
El primer matrimonio fue con Adrian Samish, un ejecutivo de radio. Los dos se fugaron después de la actuación de Knudsen en junio de 1942 en My Sister Eileen y fueron a Media, Pensilvania, para casarse. Se divorciaron en 1946. El 15 de junio de 1949, Knudsen se casó con Jim Jordan Jr. en Los Ángeles. Tuvieron tres hijas juntos. Jordan era hijo de Jim y Marian Jordan, más conocidos como Fibber McGee y Molly. La pareja se divorció en 1960. El 12 de febrero de 1962, Knudsen se casó con Francis S. Kellstrom, un contratista eléctrico. Se separaron ese julio y se divorciaron el 22 de octubre de 1962.
Sufrió de artritis incapacitante durante la mayor parte de sus últimos años y fue cuidada por su amiga cercana, la actriz Jennifer Jones. Su nieto es el guionista de Hollywood John Orloff.
El 11 de julio de 1980, Knudsen murió de cáncer en Encino, California.

## Reconocimientos
Por su contribución a la industria de la televisión, Knudsen tiene una estrella en el Paseo de la Fama de Hollywood en 6262 Hollywood Boulevard.

## Filmografía
- A Stolen Life (1946) - Diedre
- Two Guys from Milwaukee (1946) - Juke-Box Voice (voz, sin acreditar)
- The Big Sleep (1946) - Mona Mars
- Shadow of a Woman (1946) - Louise Ryder
- Never Say Goodbye (1946) - Nancy Graham
- Humoresque (1946) - Florence Boray
- The Unfaithful (1947) - Claire
- Stallion Road (1947) - Daisy Otis
- Roses Are Red (1947) - Martha McCormack
- My Wild Irish Rose (1947) - Eileen - Leading Lady (uncredited)
- Perilous Waters (1948) - Pat Ferris
- Half Past Midnight (1948) - Sally Ferris, alias Sally Parker
- Trouble Preferred (1948) - Dale Kent
- Copper Canyon (1950) - Cora
- Unchained (1955) - Elaine
- Betrayed Women (1955) - Nora Collins
- Good Morning, Miss Dove (1955) - Billie Jean Green
- The Bottom of the Bottle (1956) - Ellen Miller
- Hilda Crane (1956) - Nell Bromley
- Istanbul (1957) - Marge Boyle

### Televisión
- Your Show Time (1 episodio, 1949)
- Racket Squad (1 episodio, 1951) - Julie
- Mr. and Mrs. North (2 episodios, 1953) - Elsie Dargon / Sally Kovack
- The Pepsi-Cola Playhouse (1 episodio, 1954)
- City Detective (1 episodio, 1955) - Denise
- The Loretta Young Show (1 episodio, 1955) - Madeleine
- So This is Hollywood (Cantidad de episodios desconocida, 1955) - April Adams
- Alfred Hitchcock presenta (1 episodio, 1956) - Herta Cowell
- The Millionaire (1 episodio, 1956) - Irene Borden
- The Gale Storm Show (1 episodio, 1956) - Flo
- Panic! (1 episodio, 1957) - Kit Dutton
- The Joseph Cotten Show (1 episodio, 1957) - Mona
- The Ford Television Theatre (1 episodio, 1957) - Susan Davenport
- The Thin Man (1 episodio, 1957) - Blonde / Sandra Storm
- The Life and Legend of Wyatt Earp (1 episodio, 1958) - Lilly Reeve
- The Real McCoys (1 episodio, 1958) - Miss Eberle
- Tombstone Territory (1 episodio, 1959) - Amy Ward
- Perry Mason (2 episodios, 1958–1959) - Marie Chapman / Sheila Bowers
- Tightrope (1 episodio, 1959) - Helen Stevens
- General Electric Theater (1 episodio, 1960) - Irene Martin
- Pete and Gladys (1 episodio, 1960) - Mrs. Valenti
- Bat Masterson (3 episodios, 1959–1961) - Lottie Tremaine / Katie / Louisa Carey
- The Wonderful World of Disney (1 episodio, 1961) - Nellie
- The Adventures of Ozzie and Harriet (3 episodios, 1960–1965) - Mrs. Frazer / Mrs. Kelley / Mrs. Masters (última aparición)